# Линия D (Пражское метро)
Линия D (чеш. Linka D) — строящаяся, хронологически четвёртая линия Пражского метрополитена. Линия будет полностью автоматизирована. На всех станциях линии будут установлены платформенные раздвижные двери.
Геологическая разведка для проведения строительства началась в июне 2019 года. В связи с протестами местных жителей и владельцев участков земли, а также пандемией COVID-19, начало строительства откладывалось вплоть до 2022 года. Строительство линии началось в конце апреля 2022 года.